# Moriz Jung

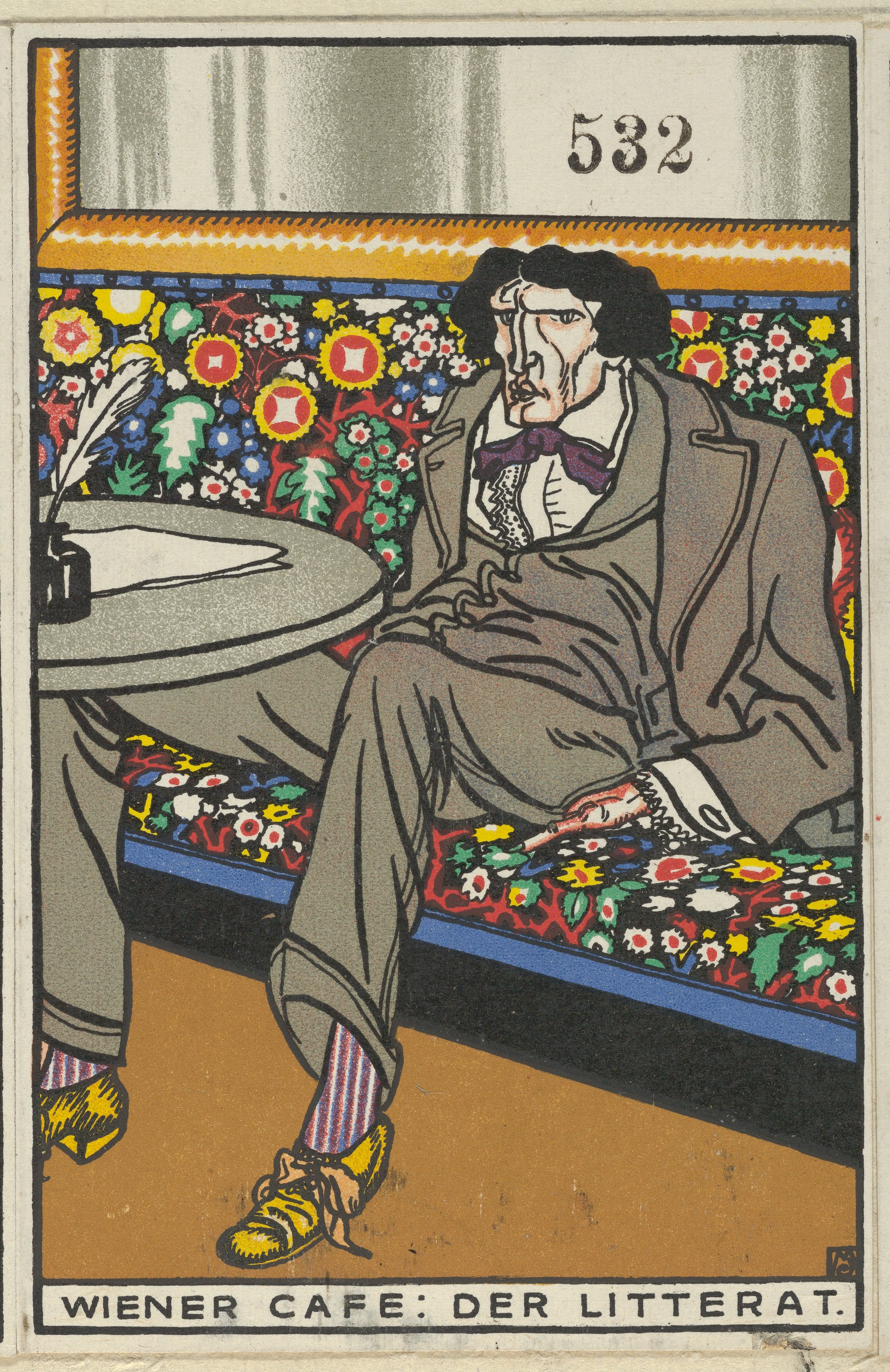
Wiener Café: Der Litterat

Moriz Jung (* 22. Oktober 1885 in Nikolsburg, Österreich-Ungarn; † 11. März 1915 in Höhe Maniloowa bei Lubné) war ein österreichischer Grafiker.

## Leben

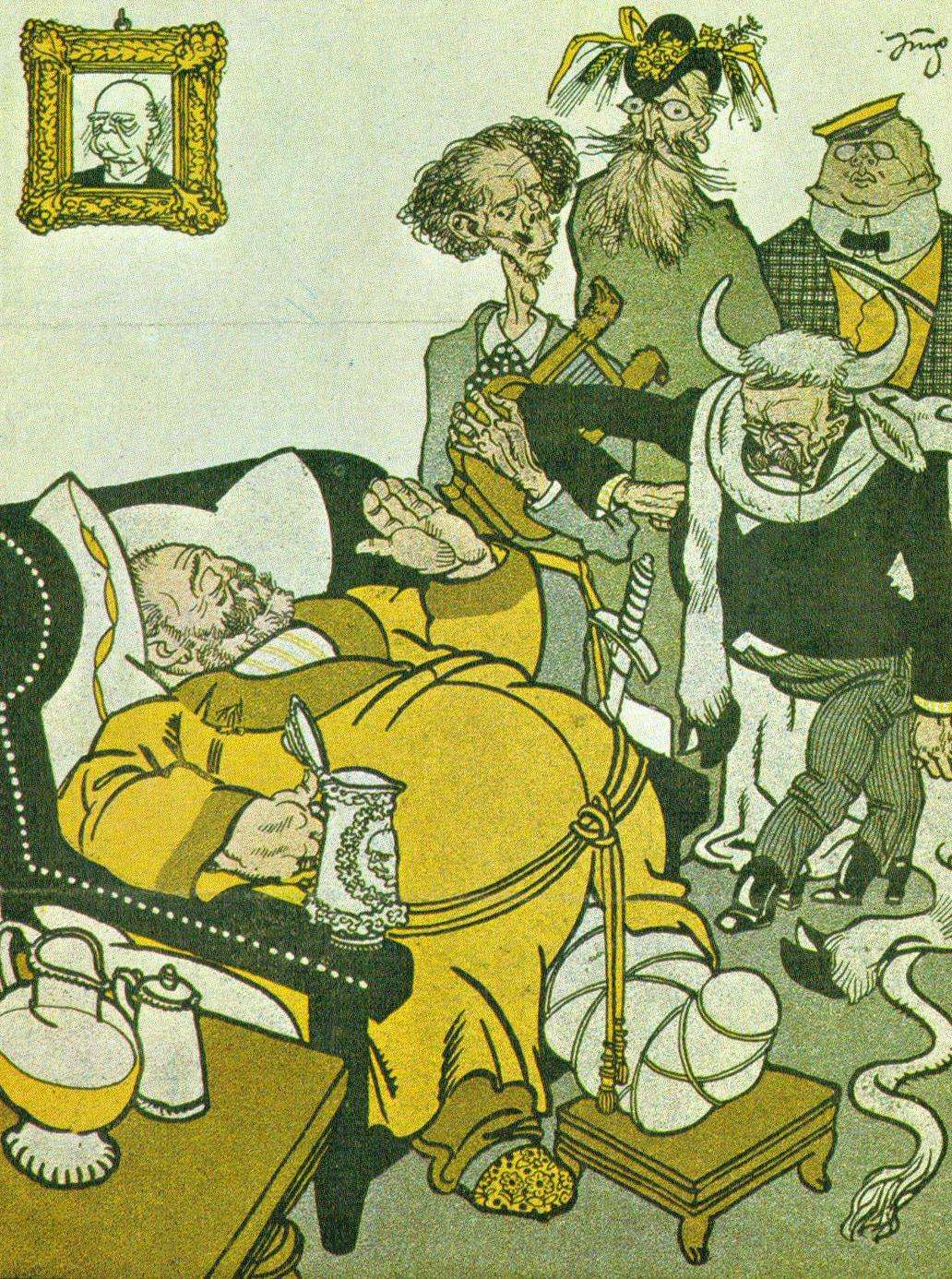
Karikatur „Unsere Alldeutschen beim Alten Schönerer“ (Neue Glühlichter Nr. 4, Februar 1912)

Moriz Jung studierte 1901–1908 an der Wiener Kunstgewerbeschule bei Carl Otto Czeschka, Bertold Löffler, Felician Myrbach und Alfred Roller. Sein als Holzschnitt ausgeführtes Porträt Kaiser Franz Josephs wurde 1914 preisgekrönt. Für das Cabaret Fledermaus gestaltete er ein Programmheft und ein Plakat. Jung arbeitete an der grafischen Gestaltung zahlreicher Zeitschriften mit, zum Teil unter den Pseudonymen Nikolaus Burger (eine Anspielung auf seinen Heimatort) und Simon Mölzlagl. Für die Wiener Werkstätte entwarf er Postkarten und Bilderfolgen. Er starb als Soldat an der Karpatenfront.
Der Kunstkritiker, Publizist, Verleger und Ausstellungsorganisator Arthur Rössler veröffentlichte Teile von Jungs Kriegstagebuch in der Arbeiter-Zeitung und in Westermanns Monatsheften.